# Rexiella
Rexiella is een geslacht van korstmossen behorend tot de familie Cladoniaceae. De typesoort is Rexiella sullivanii.

## Soorten
Volgens Index Fungorum bevat het geslacht twee soorten (peildatum december 2021):
| Soortnaam           | Auteur(s)                                   | Publicatiejaar |
| ------------------- | ------------------------------------------- | -------------- |
| Rexiella fuliginosa | (Filson) S. Stenroos, Pino-Bodas & Ahti     | 2019           |
| Rexiella sullivanii | (Müll. Arg.) S. Stenroos, Pino-Bodas & Ahti | 2019           |